# Zeng Jinjin
Zeng Jinjin (chinesisch 曾金金; * 8. April 2001) ist eine chinesische Beachvolleyballspielerin.

## Karriere
Zeng Jinjin spielte 2015 und 2016 mit verschiedenen Partnerinnen auf chinesischen Turnieren Beachvolleyball. 2018 erreichte sie mit Wang Xinxin bei den Asienspielen in Palembang sowie mit Cao Shuting bei den Olympischen Jugendspielen in Buenos Aires jeweils Platz fünf. 2019 nahm sie mit Lin Meimei an der Weltmeisterschaft in Hamburg teil, schied hier allerdings trotz eines Sieges nach des Vorrunde aus. Auf der World Pro Tour 2022 gewann Zeng Jinjin mit Wang Xinxin das Future-Turnier in Budapest. Ein Jahr später war sie an der Seite von Lin Meimei Turniersiegerin bei den Futures in Leuven und in Wenzhou-Cangnan.
2024 spielte Zeng Jinjin zunächst zusammen mit Halaiti Kadeliye. Bei der Asienmeisterschaft in Nuvali gewann sie im November mit der vierfachen Olympia-Teilnehmerin Xue Chen die Vizemeisterschaft. Eine Woche später gelang Xue/Chen im heimatlichen Haikou der erste Turniersieg eines Challenge-Events.